# Tomoko Ninomiya
Tomoko Ninomiya (jap. 二ノ宮 知子, Ninomiya Tomoko; nascuda el 25 de maig de 1969 a Minano, Saitama, Japó) és una dibuixant de manga japonesa.

## Biografia
El seu pare era el director gerent d'una empresa de metalls. El primer debut de Ninomiya com a dibuixant professional va ser el relat curt London Doubt Boys, que va aparèixer el 1989.
De 1991 a 1994 va dibuixar Trend no Joō Miho per la revista de manga Young Rose, que es dirigeix a un públic adult, femení i, per tant, a un lector dirigit a Ladies' Comics. Trend no Joō Miho cobreix aproximadament 1.750 pàgines i també s'ha publicat en deu volums editats. El seu treball següent, Tensai Family Company, va aparèixer de 1994 a 2001 en unes 2.000 pàgines de la revista de manga Kimi to Boku i després en onze antologies amb Sony Magazines. Tensai Family Company tracta d'un jove de disset anys, el somni del qual és estudiar a Harvard i convertir-se en un home de negocis reeixit. Però amb idees de la vida completament diferents del nou marit de la seva mare, que llavors viuran junts.
Després d'algunes sèries de còmics més curtes, va crear des del 1999 fins al 2001 Green per la revista de manga Kiss, que també està dirigit principalment a dones adultes.
El gran avanç va venir amb la sèrie manga de Nodame Cantabile que tracta sobre un estudiant superdotat en música anomenat Shinichi Chiaki, el somni del qual és convertir-se en compositor. Al principi, posa nerviós a Noda, que també vol estudiar música i hi està enamorada. El Ladies' Comic va aparèixer de juliol de 2001 a octubre de 2009 a la revista Kiss i inclou 136 capítols amb l'editorial Kōdansha publicat també en 23 antologies. Amb Nodame Cantabile Encore Opera Hen, el manga va rebre una continuació, que va aparèixer a la mateixa revista des de desembre de 2009 fins a setembre de 2010 i es va resumir en la 24a i 25a antologia de la sèrie. Nodame Cantabile, de Dorama amb actors, amb tres programes de televisió d'Anime i dues pel·lícules, va aconseguir un gran èxit comercial al Japó. Les primeres setze antologies van vendre més de divuit milions d'exemplars el febrer de 2007. Per a Nodame Cantabile, Ninomiya va rebre el 2004 el Premi Kōdansha al millor manga i va ser dues vegades nominades (2005 i 2006) per al Premi Cultural Tezuka Osamu.
El 25 de juny de 2011 va començar el seu següent manga 87Clockers en el primer número de la nova revista manga Jump X de l'editorial Shūeisha. El manga es va publicar en aquesta revista fins al desembre del 2014 i després va continuar amb Young Jump del mateix editor, on finalitzaria el 30 de juny de 2016.
El seu treball es tradueix, entre d'altres, al xinès, anglès, francès, indonesi, italià i tailandès.

## Publicacions
- London Doubt Boys (London ダウト・ボーイズ, London Dauto Bōizu), 1989
- Trend no Joō Miho (トレンドの女王ミホ, Torendo ~), 1991–1995
- Tensai Family Company (天才ファミリー・カンパニー, Tensai Famirī Kampanī), 1994–2001
- Heisei Yopparai Kenkyūjo (平成よっぱらい研究所), 1995–1996
- Out, 1999
- Nomi ni Ikō ze!! (飲みに行こうぜ!!), 1999
- Green, 1999–2001
- Nodame Cantabile (のだめカンタービレ), 2001–2009
- Nodame Cantabile: Encore Opera Hen (のだめカンタービレ アンコール オペラ編), 2009–2010
- 87Clockers (エイティセブンクロッカーズ, Eitisebun Kurokkāzu), 2011–2016